# Ulrich Kreidweiß
Ulrich Kreidweiß (* in Esslingen am Neckar; † 22. Juni 1501 in Köln) war Priester und Generalvikar in Köln.
Kreidweiß, auch oft Krythwisch genannt, stammte aus Esslingen am Neckar und war Mag. art. und Dr. theol. Im Jahre 1470 wurde er Professor der Universität zu Köln und zugleich Kölner Domherr. Der Kölner Erzbischof bestellte ihn 1490 zu seinem Generalvikar, was er bis zu seinem Tode 1501 auch blieb. Er war auch Kanoniker an St. Severin (Köln) und St. Gereon (Köln).